# Lincoln Home National Historic Site

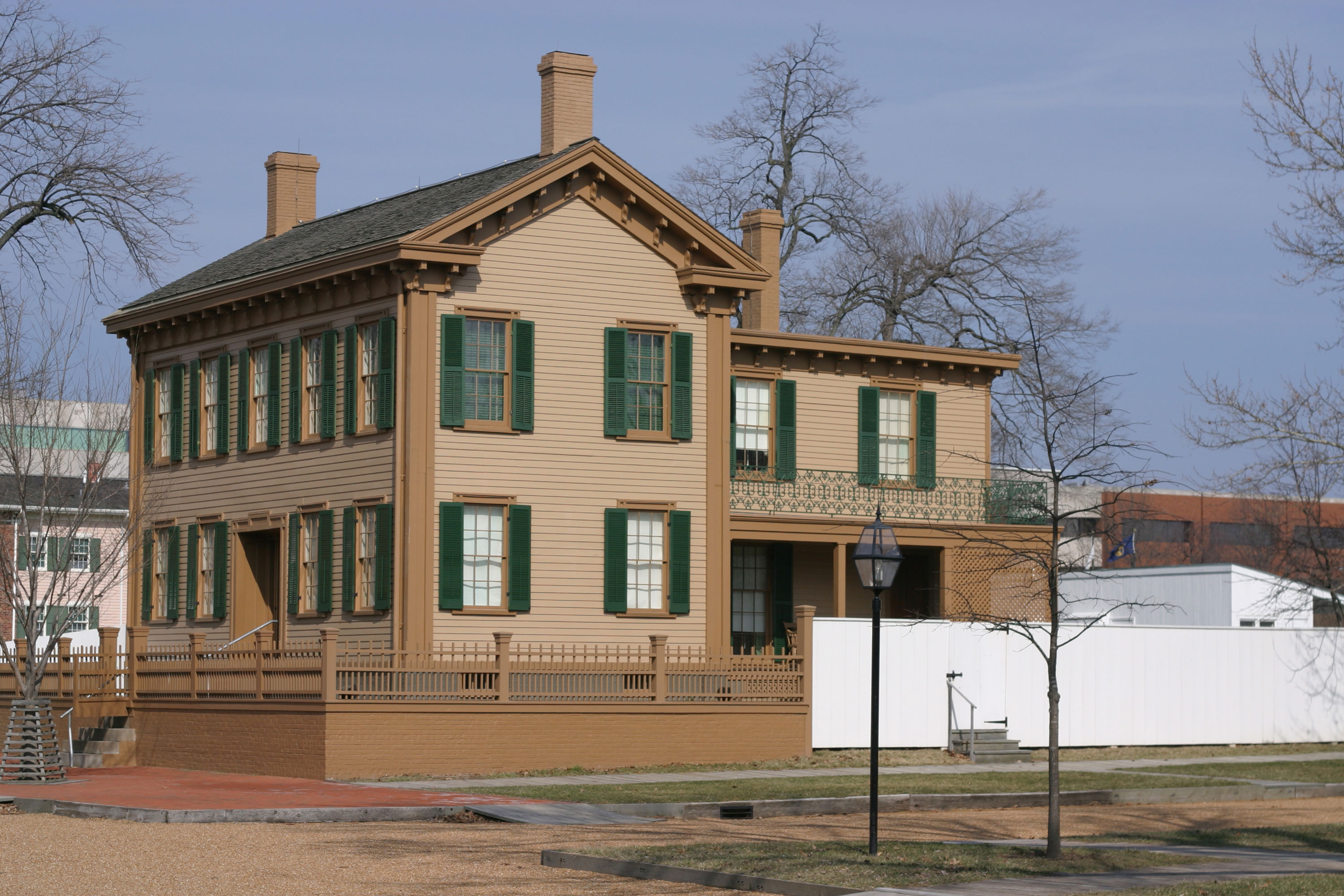
Das Lincoln Haus in Springfield

Lincoln Home National Historic Site ist das Haus des ehemaligen US-Präsidenten Abraham Lincoln und seiner Frau Mary Todd Lincoln in Springfield, Illinois, USA.
Durch den NPS wurde der Ort zu einem National Historic Site anerkannt.

## Geschichte
Die Lincolns kauften das Haus 1844. Sie lebten dort bis 1861, als Lincoln 16. Präsident der Vereinigten Staaten wurde.
Das Haus und das historische Viertel wurden  am 18. August 1971 zu einer National Historic Site. Das Haus hat zwei Etagen und 12 Zimmer. Es war das einzige Haus, das Lincoln je besaß.

## Gelände
Das Gelände umfasst ein Viertel mit vier Blocks und ein Besucherzentrum. Lincolns Sohn, Robert Todd Lincoln, schenkte das Haus der Familie 1887 dem Staat Illinois. Er wollte, dass das Haus für immer gut erhalten blieb. Er wollte auch, dass das Haus der Öffentlichkeit kostenlos zugänglich ist.